# Ефимов, Константин Александрович
Константин Александрович Ефимов (1906-1948) — полковник Советской Армии, участник Великой Отечественной войны, Герой Советского Союза (1945).

## Биография
Константин Ефимов родился 18 апреля 1906 года в селе Пахонок (ныне — Тимский район Курской области). Окончил семь классов школы. В сентябре 1928 года Ефимов был призван на службу в Рабоче-крестьянскую Красную Армию. В 1929 году он окончил учебный артиллерийский дивизион, в 1932 году — Сумскую артиллерийскую школу, в 1941 году — Военную академию имени М. В. Фрунзе. С начала Великой Отечественной войны — на её фронтах. К апрелю 1945 года гвардии полковник Константин Ефимов командовал 23-й гвардейской лёгкой артиллерийской бригадой 5-й артиллерийской дивизии прорыва 4-го артиллерийского корпуса прорыва 3-й ударной армии 1-го Белорусского фронта. Отличился во время боёв в Германии.
Бригада Ефимова успешно переправилась в апреле 1945 года через Одер в районе населённого пункта Гросс-Нойендорф в 15 километрах к востоку от Врицена и захватила плацдарм на его западном берегу. Благодаря действиям бригады стрелковая дивизия сумела прорвать немецкую оборону к востоку от Берлина и подойти непосредственно к немецкой столице. За период с 15 по 25 апреля 1945 года бригада уничтожила 70 пулемётов, 7 батарей артиллерии и миномётов, а также большое количество солдат и офицеров противника.
Указом Президиума Верховного Совета СССР от 31 мая 1945 года гвардии полковник Константин Ефимов был удостоен высокого звания Героя Советского Союза с вручением ордена Ленина и медали «Золотая Звезда».
После окончания войны Ефимов продолжил службу в Советской Армии. Скоропостижно скончался 4 ноября 1948 года, похоронен на Введенском кладбище Москвы (1 уч.).
Был также награждён четырьмя орденами Красного Знамени, орденами Отечественной войны 2-й степени, Александра Невского, двумя орденами Красной Звезды, рядом медалей.